# The War Game
The War Game (Brasil: O Jogo da Guerra) é um teledocumentário britânico de 1965, escrito, dirigido e produzido por Peter Watkins para a série da BBC ''The Wednesday Play'', descrevendo os efeitos de uma hipotética guerra nuclear na Grã-Bretanha. 
Causou um enorme desconforto entre a rede de televisão e o governo britânico, sendo retirado de transmissão em 6 de agosto de 1965 (o 20.º aniversário do bombardeio de Hiroshima)[carece de fontes?]. A organização disse que "o efeito do filme foi julgado pela BBC como sendo de um impacto extremamente horrível para a transmissão televisiva".[carece de fontes?]
No entanto, ele teve uma distribuição nos cinemas e ganhou o Oscar de Melhor Documentário em 1966[carece de fontes?], mas sua transmissão integral na TV foi vetada até 1985.

## Sinopse
Feito em preto-e-branco, com uma duração de pouco menos de 50 minutos, The War Game retrata o prelúdio e as semanas imediatas de rescaldo de um ataque nuclear soviético contra a Inglaterra. A invasão chinesa do Vietnã do Sul começa a guerra, as tensões aumentam quando os Estados Unidos estabelecem o estado de guerra nuclear contra os chineses. Embora as forças soviéticas da Alemanha Oriental ameacem invadir Berlim Ocidental se os EUA não retirarem essa decisão, os EUA não cedem às exigências comunistas e ocupam Berlim Ocidental. Duas divisões do Exército dos EUA tentam abrir caminho para Berlim, mas as tropas russas e da Alemanha Oriental conseguem parar o avanço americano e derrotá-los na batalha. O Presidente dos EUA lança um ataque nuclear preventivo da Organização do Tratado do Atlântico Norte. Uma guerra nuclear de pequenas proporções irrompe entre o Ocidente e o Oriente e mísseis atingem a Grã-Bretanha.
O prelúdio do caos para o ataque acontece com moradores das cidades que são evacuados à força, levando o centro da história para Rochester, que é atingida por engano por um míssil que tinha como alvo o Aeroporto de Gatwick. Os principais alvos em Kent são a unidade da Força Aérea Real em Manston e quartéis em Maidstone, que são mencionadas nas cenas mostrando os efeitos imediatos do ataque. Os resultados da explosão dos mísseis são a cegueira instantânea daqueles que vêem a explosão, o incêndio resultante causado pela onda de calor e a zona de blast, mais tarde, o colapso da sociedade, por causa das doenças da radiação, o dano psicológico e a destruição das infra-estruturas locais; os militares britânicos queimam os cadáveres, enquanto a polícia atira em saqueadores que roubam alimentos.

## Filmagem
O filme foi rodado nas cidades de Tonbridge, Gravesend, Chatham e Dover, localizadas no Condado de Kent. O elenco foi quase inteiramente composto por pessoas locais e o recrutamento ocorreu através de uma série de reuniões públicas meses antes da filmagem. Grande parte da filmagem da devastação pós-ataque foi gravada no Quartel de Grand Shaft, em Dover. A narração foi feita por Michael Aspel e Peter Graham.[carece de fontes?]

## Influência
Na década de 1980 The War Game foi sucedido por filmes temáticos como The Day After (EUA ABC, cinema, TV, 1983) e Threads (BBC, 1984), o último dos quais lembra o particular estilo de Peter Watkins. The War Game finalmente foi transmitido na televisão no Reino Unido em 31 de julho de 1985 pela BBC2, como parte de uma programação especial intitulada Depois da Bomba (que foi também título de trabalho original de The War Game). Depois da Bomba relembrou o 40.º aniversário do bombardeio de Hiroshima e Nagasaki. A transmissão foi precedida por uma introdução de jornalista britânico Ludovic Kennedy.[carece de fontes?]

## Prêmios e reconhecimento
O filme ganhou o Oscar de Melhor Documentário.
Ganhou o Prêmio das Nações Unidas em 1966 na Categoria Filmes.
Ganhou o Prêmio de Melhor Curta Metragem em 1966 da BAFTA.
Em uma lista dos 100 melhores programas de televisão britânicos elaborados pelo Academia Britânica de Artes do Cinema e Televisão em 2000.